# The Fourth Sister
The Fourth Sister is de zevende aflevering in het eerste seizoen van Charmed. De aflevering is geschreven door Edithe Swensen en geregisseerd door Git Adler.

## Verhaal
Enkel Prue heeft zo haar bedenkingen, wanneer Aviva, een tiener, Kit de vermiste kat van de Halliwells terug brengt, en direct over Wicca wil praten.
Aviva woont tijdelijk bij haar tante Jackie, totdat haar moeder afgekickt is van de drugs. In haar eenzaamheid heeft Aviva de tovenares in de spiegel Kali opgeroepen, om haar een deel van de Halliwell familie te maken. Kali wil het naïeve meisje gebruiken, om de magie van de Charmed Ones te bemachtigen, Kali de tovenares geeft Aviva ook magische krachten, maar wanneer Aviva per ongeluk haar tante verwond, en Phoebe bijna dood met een vuurbal is ze zo gechoqueerd door de enorme kracht, van haar gekregen magische kracht. Geholpen door het Boek Der Schimmen (Book Of Shadows), zijn de Charmed Ones voorbereid wanneer Kali in het lichaam van Aviva dringt. Piper bevriest Aviva/Kali, waardoor de geest uit het lichaam van Aviva wordt gedwongen. Prue gooit Kali door haar telekinetische krachten in een spiegel, waarop Phoebe het glas van de spiegel breekt en zo Kali haar bestaan vernietigt, en Aviva gered is. Piper en Phoebe vechten voor de aandacht van Leo Wyatt.

## Foutjes
De volgende fouten zijn in deze aflevering te ontdekken:
- Aviva beschikt over kwaadaardige krachten die ze van Kali ter beschikking krijgt, wanneer Piper de kamer bevriest, beweegt Aviva
- Aviva haar zwarte lippenstift verdwijnt en komt weer terug in verschillende shots.
- Kit hist altijd naar ieder boosaardig wezen, maar reageert niet wanneer Aviva haar opneemt in Kali haar aanwezigheid
- Wanneer Kali verschijnt in Phoebe haar spiegel terwijl ze slaapt, is er een shot waar het bed leeg is.
- Aviva legt haar trui in de sunroom, maar later ligt ze onverklaard in de keuken.
- Phoebe's haarlengte verandert tussen scènes.
- Piper beschuldigt Phoebe ervan dat ze haar vriendje Billy Wilson heeft gekust bij het eindejaarsbal van de oud-studenten. Piper is twee tot drie jaar ouder dan Phoebe, en Phoebe zegt terloops dat dit gebeurde terwijl ze in de achtste klas zat, dan moet Phoebe 13 jaar zijn geweest, wat deed een 13-jarige bij een oud-studenten bal.
- Prue leest het dagboek van Aviva op de kamer van Aviva een heel andere pagina wordt getoond in een shot, dan de tekst die Prue hardop leest.